# Diera-Zehren
Diera-Zehren es un municipio situado en el distrito de Meißen, en el estado federado de Sajonia (Alemania), a una altitud de 160 metros. Su población a finales de 2016 era de unos 3300 habs. y su densidad poblacional, 76 hab/km².